# Erik Andersen
Erik Andersen (ur. 10 kwietnia 1904 w Gentofte, zm. 27 lutego 1938 w Kopenhadze) – duński szachista.

## Kariera szachowa
Jest rekordzistą Danii pod względem liczby zdobytych złotych medali w indywidualnych mistrzostwach kraju: pomiędzy 1923 a 1936 r. w rozgrywkach tych triumfował 12 razy. W latach 1927–1935 sześciokrotnie (w tym 4 razy na I szachownicy) reprezentował narodowe barwy na szachowych olimpiadach, w 1927 r. w Londynie zdobywając wraz z drużyną srebrny medal. Poza tym, w 1936 r. wziął udział w nieoficjalnej olimpiadzie, rozegranej w Monachium.
W 1930 r. podzielił IV m. (za Friedrichem Sämischem, Salomonem Flohrem i Ludwigiem Rellstabem, wspólnie z Kurtem Richterem) w Świnoujściu oraz zdobył w Sztokholmie tytuł mistrza krajów nordyckich. W 1934 r. obronił ten tytuł, remisując 3 – 3 z Gideonem Ståhlbergiem, natomiast w 1937 r. – utracił, przegrywając 2½ – 3½ z Erikiem Lundinem (oba spotkania rozegrane zostały w Kopenhadze).
Według retrospektywnego systemu Chessmetrics, najwyżej sklasyfikowany był w czerwcu 1930 r., zajmował wówczas 51. miejsce na świecie.